# کوزوووپه
کوزوووپه (به لهستانی:  Kozołupy) یک روستا در لهستان است که در گمینا ستوچک واقع شده‌است.